# Charles Micallef (1960)
Charles Micallef (6 luglio 1960) è un ex calciatore maltese.

## Carriera

### Nazionale
Ha collezionato sette presenze con la propria Nazionale.